# Sudentaival
Sudentaival — третий студийный полноформатный альбом финской группы Horna, вышедший в 2001 году.

## Об альбоме
Название альбома с финского можно перевести как Путь волка. Релиз, выпущенный в Южной Америке, содержит два бонус-трека:Koston Talvi и Voitonmalja.

## Список композиций
1. Synkan Muiston Aarella — 07:20
2. Sudentaival — 03:20
3. Black Metal Sodomy — 02:17
4. Talventuoja — 03:28
5. Haudanusva — 05:27
6. Skaldiriimu — 03:11
7. Kun Synkka Ikuisuus Avautuu — 03:22
8. Hautajaisyo — 04:41
9. Noidanloitsu — 04:29
10. Vihasta Ja Arvista — 04:25
11. Koston Talvi[1]
12. Voitonmalja[1]